# 영화 매출 순위 목록

## 영화 매출 순위
영화 매출 순위는 다음과 같다.
     † 은 현재 전 세계 극장에서 상영 중인 영화를 가리킨다.
| 순위 | 최고 | 영화 제목                             | 전 세계 수익($)   | 연도 | 국가              | 출처              |
| ---- | ---- | ------------------------------------- | ----------------- | ---- | ----------------- | ----------------- |
| 1    | 1    | 아바타                                | $2,923,706,026    | 2009 | 미국              | [ 2 ] [ # 1 ]     |
| 2    | 1    | 어벤져스: 엔드게임                    | $2,797,501,328    | 2019 | 미국              | [ # 2 ] [ # 3 ]   |
| 3    | 3    | 아바타: 물의 길                       | $2,318,567,513    | 2022 | 미국              | [ # 4 ]           |
| 4    | 1    | 타이타닉                              | T$2,257,263,602   | 1997 | 미국              | [ 3 ] [ # 5 ]     |
| 5    | 3    | 스타워즈: 깨어난 포스                 | $2,068,223,624    | 2015 | 미국              | [ # 6 ] [ # 7 ]   |
| 6    | 4    | 어벤져스: 인피니티 워                 | $2,048,359,754    | 2018 | 미국              | [ # 8 ] [ # 9 ]   |
| 7    | 6    | 스파이더맨: 노 웨이 홈                | $1,921,847,111    | 2021 | 미국              | [ # 10 ] [ # 11 ] |
| 8    | 3    | 쥬라기 월드                           | $1,671,537,444    | 2015 | 미국              | [ # 12 ] [ # 13 ] |
| 9    | 7    | 라이온 킹                             | $1,656,943,394    | 2019 | 미국              | [ # 14 ] [ # 3 ]  |
| 10   | 3    | 어벤져스                              | $1,518,815,515    | 2012 | [ # 15 ] [ # 16 ] |                   |
| 11   | 4    | 분노의 질주: 더 세븐                  | $1,515,341,399    | 2015 | 미국              | [ # 17 ] [ # 18 ] |
| 12   | 11   | 탑건: 매버릭                          | $1,493,491,858    | 2022 | 미국              | [ # 19 ] [ # 20 ] |
| 13   | 10   | 겨울왕국 2                            | $1,450,026,933    | 2019 | 미국              | [ # 21 ] [ # 22 ] |
| 16   | 16   | 슈퍼 마리오 브라더스                  | $1,344,093,343    | 2023 | 일본 · 미국       | [ # 23 ]          |
| 14   | 5    | 어벤져스: 에이지 오브 울트론          | $1,402,809,540    | 2015 | 미국              | [ # 24 ] [ # 18 ] |
| 15   | 9    | 블랙 팬서                             | $1,347,280,838    | 2018 | 미국              | [ # 25 ] [ # 26 ] |
| 17   | 3    | 해리 포터와 죽음의 성물 2부           | $1,342,139,727    | 2011 | 영국 · 미국       | [ 4 ] [ # 27 ]    |
| 18   | 9    | 스타워즈: 라스트 제다이               | $1,332,539,889    | 2017 | 미국              | [ # 28 ] [ # 29 ] |
| 19   | 12   | 쥬라기 월드: 폴른 킹덤                | $1,308,473,425    | 2018 | 미국              | [ # 30 ] [ # 9 ]  |
| 20   | 5    | 겨울왕국                              | $1,284,540,518    | 2013 | 미국              | [ # 31 ]          |
| 21   | 10   | 미녀와 야수                           | $1,263,521,126    | 2017 | 미국              | [ # 32 ] [ # 33 ] |
| 22   | 15   | 인크레더블 2                          | $1,242,805,359    | 2018 | 미국              | [ # 34 ] [ # 9 ]  |
| 23   | 11   | 분노의 질주: 더 익스트림              | F8$1,238,764,765  | 2017 | 미국              | [ # 35 ] [ # 33 ] |
| 24   | 5    | 아이언맨 3                            | $1,214,811,252    | 2013 | 미국              | [ # 36 ] [ # 37 ] |
| 25   | 10   | 미니언즈                              | $1,159,444,662    | 2015 | 미국              | [ # 38 ] [ # 13 ] |
| 26   | 12   | 캡틴 아메리카: 시빌 워                | $1,153,337,496    | 2016 | 미국              | [ # 39 ] [ # 40 ] |
| 27   | 20   | 아쿠아맨                              | $1,148,528,393    | 2018 | 미국              | [ # 41 ] [ # 9 ]  |
| 28   | 2    | 반지의 제왕: 왕의 귀환                | $1,147,633,833    | 2003 | 뉴질랜드 · 미국   | [ 5 ] [ # 42 ]    |
| 29   | 24RK | 스파이더맨: 파 프롬 홈                | $1,131,927,996    | 2019 | 미국              | [ # 43 ] [ # 3 ]  |
| 30   | 23RK | 캡틴 마블                             | $1,128,274,794    | 2019 | 미국              | [ # 44 ] [ # 45 ] |
| 31   | 5RK  | 트랜스포머: 달의 어둠                 | $1,123,794,079    | 2011 | 미국              | [ # 46 ] [ # 27 ] |
| 32   | 7    | 007 스카이폴                          | $1,108,569,499    | 2012 | 영국 · 미국       | [ # 47 ] [ # 48 ] |
| 33   | 10   | 트랜스포머: 사라진 시대               | $1,104,054,072    | 2014 | 미국              | [ # 49 ] [ # 50 ] |
| 34   | 7    | 다크 나이트 라이즈                    | $1,081,169,825    | 2012 | 영국 · 미국       | [ # 51 ] [ # 52 ] |
| 35   | 31   | 조커                                  | $1,074,458,282    | 2019 | 미국              | [ # 53 ] [ # 22 ] |
| 36   | 32   | 스타워즈: 라이즈 오브 스카이워커      | $1,074,144,248    | 2019 | 미국              | [ # 54 ] [ # 22 ] |
| 37   | 30   | 토이 스토리 4                         | $1,073,394,593    | 2019 | 미국              | [ # 55 ] [ # 3 ]  |
| 38   | 4TS3 | 토이 스토리 3                         | $1,066,970,811    | 2010 | 미국              | [ 6 ] [ # 56 ]    |
| 39   | 3    | 캐리비안의 해적: 망자의 함            | $1,066,179,747    | 2006 | 미국              | [ 7 ] [ # 57 ]    |
| 40   | 20   | 로그 원: 스타워즈 스토리              | $1,057,420,387    | 2016 | 미국              | [ # 58 ] [ # 59 ] |
| 41   | 34   | 알라딘                                | $1,050,693,953    | 2019 | 미국              | [ # 60 ] [ # 3 ]  |
| 42   | 6    | 캐리비안의 해적: 낯선 조류            | $1,045,713,802    | 2011 | 미국              | [ # 61 ] [ # 56 ] |
| 43   | 24   | 슈퍼배드 3                            | $1,034,800,131    | 2017 | 미국              | [ # 62 ] [ # 33 ] |
| 44   | 1    | 쥬라기 공원                           | $1,034,199,003    | 1993 | 미국              | [ 8 ] [ # 63 ]    |
| 45   | 22   | 도리를 찾아서                         | $1,028,570,942    | 2016 | 미국              | [ # 64 ] [ # 65 ] |
| 46   | 2    | 스타워즈 에피소드 1: 보이지 않는 위험 | $1,027,082,707    | 1999 | 미국              | [ 9 ] [ # 5 ]     |
| 47   | 5    | 이상한 나라의 앨리스                  | $1,025,468,216    | 2010 | 미국              | [ # 66 ] [ # 67 ] |
| 48   | 24   | 주토피아                              | $1,023,784,195    | 2016 | 미국              | [ # 68 ] [ # 40 ] |
| 49   | 14   | 호빗: 뜻밖의 여정                     | $1,017,030,651    | 2012 | 뉴질랜드 · 미국   | [ # 69 ] [ # 70 ] |
| 50   | 2    | 해리 포터와 마법사의 돌               | HP1$1,009,046,830 | 2001 | 영국 · 미국       | [ 10 ] [ # 71 ]   |

- As of 2019, Box Office Mojo correctly recorded that Titanic had grossed $1.843 billion on its original release, $344 million from its 3D reissue in 2012, and a further $692,000 from a limited release in 2017 for a lifetime total of $2.187 billion.[11] Following a limited re-release in 2020, Box Office Mojo incorrectly added $7 million to the original release total.[12] By the end of 2021, Box Office Mojo had corrected the original release total, but added the $7 million figure to both the 2012 and 2017 reissue totals, incorrectly increasing the lifetime total by $14 million to $2.202 billion.[13] At the beginning of 2023, Box Office Mojo corrected the total for the 2017 reissue, bringing the lifetime gross down to $2.195 billion, but retained the error in the 2012 reissue.[14]
- The Numbers does not log individual releases, but had the lifetime total recorded as $2.186 billion in September 2014 (roughly equating to $1.843 billion for the original release and $343.6 million for the 3D reissue).[15] A couple of weeks later, The Numbers increased the lifetime gross to $2.208 billion, without explanation.[16]

F박스 오피스 모조 stopped updating its main total for Frozen in August 2014, while it was still in release. The total listed here incorporates subsequent earnings in Japan, Nigeria, Spain, the United Kingdom and Germany up to the end of 2015 but omits earnings in Turkey, Iceland, Brazil, and Australia (2016), which amount to a few hundred thousand dollars. The total is rounded to $1 million to compensate for the numerical inaccuracy. It was re-released in the United Kingdom in December 2017 with 올라프의 겨울왕국 어드벤처 earning an additional $2.3 million. 
F8In the case of The Fate of the Furious the gross is from an archived version of Box Office Mojo, after irregularities were discovered in the current figure. Ongoing weekly drops in the totals for several countries—Argentina being the worst affected—led to a drop in the overall worldwide total. In view of what appears to be an aberration in the source, a previous figure is provided. 
RKThe Lord of the Rings: The Return of the King saw its original gross corrected in early 2020. The result of this correction is that Spider-Man: Far From Home, Captain Marvel and Transformers: Dark of the Moon all peaked one place lower than shown in the accompanying source. 
TS3Box Office Mojo revised the grosses for Pixar films in August 2016, resulting in the gross for Toy Story 3 being corrected from $1.063 billion to $1.067 billion. This means that it peaked at number 4 at the end of its run, ahead of 캐리비안의 해적: 망자의 함, rather than at number 5 as indicated by the source. 
HP1The Harry Potter and the Philosopher's Stone reissue totals recorded by Box Office Mojo for Brazil (2020), Italy (2021), Netherlands (2021) and South Korea (2021) have been deducted from the lifetime gross due to Box Office Mojo double-counting the original release grosses in those countries. 

## 물가상승률을 고려한 영화 매출 순위

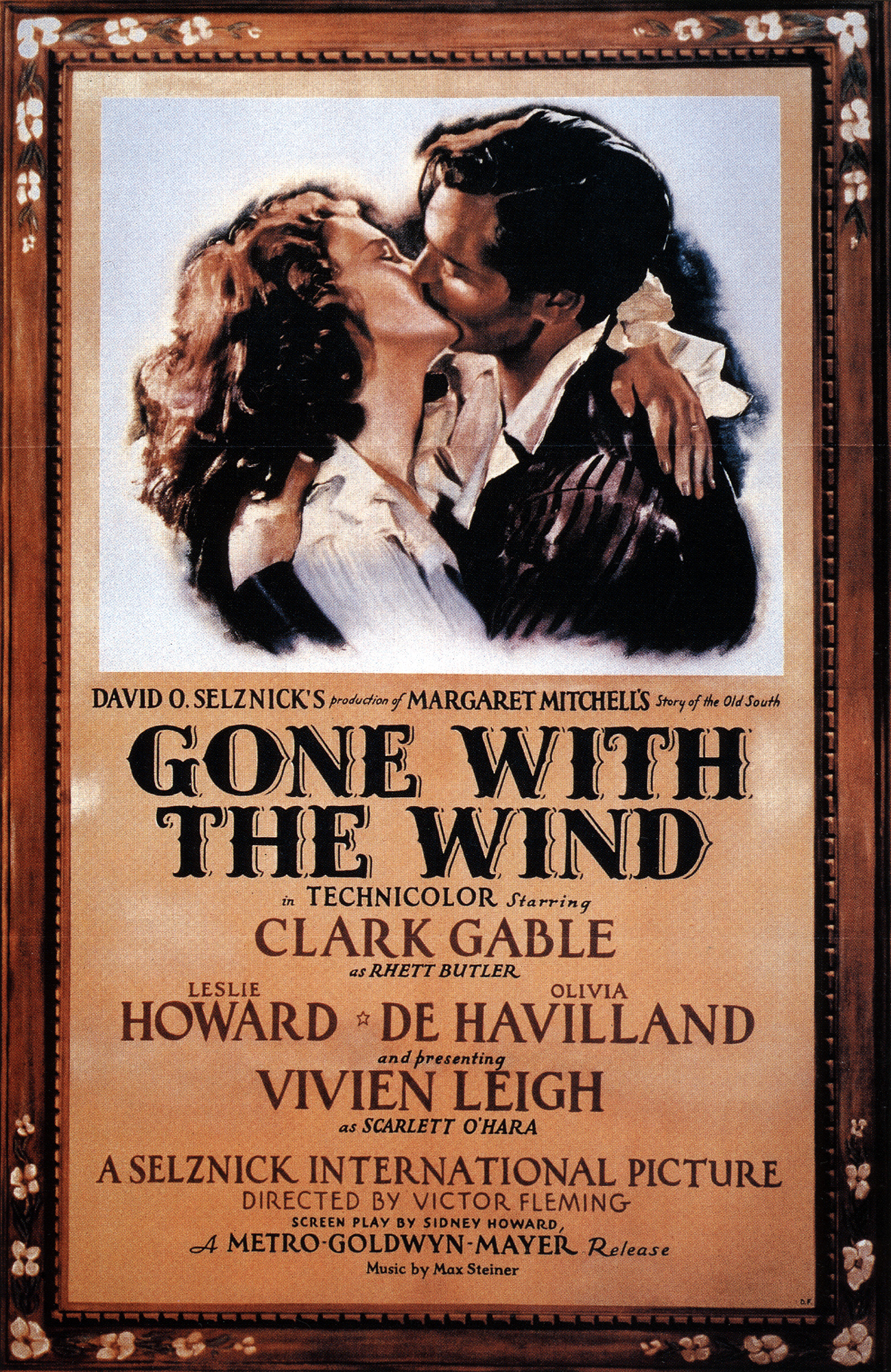
《바람과 함께 사라지다》는 물가상승률을 고려한 영화 매출 순위 1위를 기록하였다.

영화 매출 순위 목록은 전 세계적으로 많은 수익을 낸 것을 기준으로 한 영화 매출 순위 목록이다.
장기적인 물가상승으로 물가상승률을 반영하지 않은 영화 매출 순위는 최근의 영화에 더 가중치를 주게 된다. 따라서 물가상승률을 반영하지 않은 영화 매출 순위는 비록 출판물에서 흔히 찾아볼 수 있기는 하지만 지난 시대의 많은 영화들이 더 큰 상업적 성공을 거두었음에도 불구하고 오늘날의 미반영 순위에 나타나지 않기에 시간적으로 차이가 나는 영화들을 비교하기에는 무의미하다. 통화의 평가절하를 상쇄하기 위하여 어떤 순위는 물가상승률을 반영하여 순위를 조정하지만 이러한 시도도 충분히 만족스럽지는 않은데 그것은 영화 관람료와 물가상승이 언제나 비례한 것은 아니었기 때문이다. 예를 들어, 1970년에 1.55달러였던 관람료는 2004년 기준으로 6.68달러이다. 한편, 1980년에 관람료는 2.69달러로 상승하였지만, 2004년 기준으로 환산한 가격은 5.50달러로 오히려 떨어진다. 또한 영화 관람료의 상승률은 세계 각 지역마다 달라서 전 세계적인 흥행 수입을 보정하기 더욱 어렵게 된다.
또 다른 문제점은 다른 영화 관람료를 매긴 여러 판의 영화가 개봉한 경우이다. 이러한 현상의 눈여겨 볼 만한 예는 아바타인데, 3D와 IMAX로 개봉하였다. 입장권의 2/3는 평균 관람료 10달러인 3D에서, 1/6은 평균 관람료 14.5달러를 넘는 IMAX에서 판매되었다. 인구 증가, 국제 영화 시장의 성장과 같은 사회적, 경제적 요인 또한 인구 구성비와 더불어 영화 입장권을 구매하는 사람들의 수에 영향을 미쳤다. 어떤 영화는 할인된 어린이 입장권의 수입이 많은 비중을 차지하는 한편, 어떤 영화는 관람료가 비싼 대도시에서의 성적이 더 좋았다.
물가상승률을 반영하는 데 내재하는 여러 어려움에도 불구하고, 지금까지 몇몇 시도가 있어 왔다. 추정치는 물가상승을 반영하는 데 사용되는 가격지수에 영향을 받고, 각국의 통화를 환산하는 데 사용되는 환율 또한 계산에 영향을 줄 수 있으며, 이들 모두는 결국 물가상승률을 반영한 영화 매출 순위에 영향을 미친다. 1939년에 처음 개봉한 바람과 함께 사라지다는 일반적으로 가장 성공한 영화로 여겨지는데, 기네스 세계 기록에서는 물가상승률을 반영한 이 영화의 전 세계 수입이 33억 달러에 이를 것으로 추정하였다. 바람과 함께 사라지다의 조정된 수입 추정치는 저마다 다른데, 배급사인 터너 엔터테인먼트에서도 기네스 세계 기록보다 몇 년 앞선 2007년에 반영 후 수입을 33억 달러로 추정하였다. 다른 추정치들은 대체로 33억 달러를 상회하거나 하회하는 수준인데, 2010년에 30억 달러에 약간 못 미친다는 추정도 있었고 2006년에는 38억 달러에 육박한다는 추정도 있었다.
어떤 영화가 바람과 함께 사라지다에 버금가는 영화인지는 사용되는 통계 자료에 따라서 달라지는데, 기네스 세계 기록에서는 28억 달러에 가까운 것으로 추정된 아바타가 2위를 차지하였고, 다른 곳에서는 타이타닉이 2010년 기준으로 최초 개봉에서 29억 달러를 벌어들인 것으로 추정하였다. 기네스 세계 기록을 포함하여 스타 워즈(1977)의 추정치는 2010/11년 기준으로 22억~27억 달러 수준이며, E.T.(1982)는 약 19억~22억 달러를, 그리고 이코노미스트는 죠스가 19억~20억 달러를 번 것으로 추정하였다.
다음은 전 세계 기준으로 물가상승률을 고려한 영화 매출 순위이다.
배경색       으로 표시된 것은 지금 상영중인(재개봉 포함) 영화를 나타낸다.
| 순위 | 제목                  | 전 세계 수익 (2022 $) | 연도 |
| ---- | --------------------- | --------------------- | ---- |
| 1    | 바람과 함께 사라지다  | $4,192,000,000        | 1939 |
| 2    | 아바타                | A1$3,824,000,000      | 2009 |
| 3    | 타이타닉              | T$3,485,000,000       | 1997 |
| 4    | 스타워즈              | $3,443,000,000        | 1977 |
| 5    | 어벤져스: 엔드게임    | AE$3,165,000,000      | 2019 |
| 6    | 사운드 오브 뮤직      | $2,884,000,000        | 1965 |
| 7    | E.T.                  | $2,815,000,000        | 1982 |
| 8    | 십계                  | $2,665,000,000        | 1956 |
| 9    | 닥터 지바고           | $2,526,000,000        | 1965 |
| 10   | 스타워즈: 깨어난 포스 | TFA$2,491,000,000     | 2015 |

InfInflation adjustment is carried out using the 소비자 물가지수 for advanced economies published by the 국제 통화 기금. The index is uniformly applied to the grosses in the chart published by Guinness World Records in 2014, beginning with the 2014 index. The figures in the above chart take into account inflation that occurred in 2014, and in every available year since then, through 2022. 
A1The adjusted gross for Avatar includes revenue from the original release and all four reissues. The original release and 2010 Special Edition grosses are adjusted from the Guinness base year, whilst the 2020 and 2021 grosses are adjusted from the 2021 index and the 2022 gross from 2022. 
TGuinness' adjusted total for Titanic only increased by $102,000,000 between the 2012 (published in 2011) and 2015 editions, a rise of 4.2% shared by the other adjusted totals in the chart, and omitted the gross from a 3D re-release in 2012. This chart incorporates the gross of $343,550,770 from the reissue and adjusts it from the 2013 index. Titanic grossed a further $762,994 during limited re-releases in 2017 and 2020, but this sum is not represented in the adjusted total. 
AEThe gross for Avengers: Endgame is adjusted from the 2020 index. 
TFAThe gross for Star Wars: The Force Awakens is adjusted from the 2016 index. 

## 시리즈 영화 매출 순위
시리즈 영화 매출 순위는 다음과 같다.
| 순위 | 시리즈                  | 총 박스 오피스 수익 | 영화 편 수 | 평균 수익      | 시리즈 중 가장 높은 수익                         |
| ---- | ----------------------- | ------------------- | ---------- | -------------- | ------------------------------------------------ |
| 1    | 마블 시네마틱 유니버스  | $21,197,192,328     | 22         | $963,508,742   | 어벤져스: 엔드게임 ($$2,826,274,401)             |
| 2    | 스타 워즈               | $9,241,699,398      | 11         | $840,154,491   | 스타 워즈: 깨어난 포스 ($2,068,223,624)          |
| 3    | 해리 포터               | $9,194,451,317      | 10         | $919,445,132   | 해리 포터와 죽음의 성물 2부 ($1,341,511,219)     |
| 4    | 어벤져스                | $7,514,742,306      | 4          | $1,878,685,577 | 어벤져스: 엔드게임 ($$2,826,274,401)             |
| 5    | 제임스 본드             | $7,031,702,565      | 26         | $246,384,041   | 007 스카이폴 ($1,108,561,013)                    |
| 6    | 스파이더맨              | $6,080,523,769      | 8          | $760,065,471   | 스파이더맨 3 ($890,871,626)                      |
| 7    | 반지의 제왕             | $5,884,488,087      | 7          | $840,641,155   | 반지의 제왕: 왕의 귀환 ($1,119,929,521)          |
| 8    | 엑스맨                  | $5,783,904,762      | 11         | $525,809,524   | 데드풀 2 ($785,046,920)                          |
| 9    | DC 확장 유니버스        | $5,276,337,348      | 7          | $753,762,478   | 아쿠아맨 ($1,147,761,807)                        |
| 10   | 분노의 질주             | $5,134,895,344      | 8          | $641,861,918   | 분노의 질주: 더 세븐 ($1,515,047,671)            |
| 11   | 쥬라기 공원/쥬라기 월드 | $4,998,557,380      | 5          | $999,711,476   | 쥬라기 월드 ($1,671,713,208)                     |
| 12   | 배트맨                  | $4,995,971,995      | 15         | $333,064,800   | 다크 나이트 라이즈 ($1,084,939,099)              |
| 13   | 트랜스포머              | $4,853,126,073      | 7          | $693,303,725   | 트랜스포머 3 ($1,123,794,079)                    |
| 14   | 캐리비안의 해적         | $4,524,439,761      | 5          | $904,887,952   | 캐리비안의 해적: 망자의 함 ($1,066,179,725)      |
| 15   | 슈퍼 배드               | $3,708,073,676      | 4          | $927,018,419   | 미니언즈 ($1,159,398,397)                        |
| 16   | 미션 임파서블           | $3,570,477,227      | 6          | $595,079,538   | 미션 임파서블: 폴아웃 ($791,115,104)             |
| 17   | 슈렉                    | $3,510,794,482      | 5          | $702,158,896   | 슈렉 2 ($919,838,758)                            |
| 18   | 트와일라잇              | $3,346,157,056      | 5          | $669,231,411   | 브레이킹 던 - 2부 ($829,746,820)                 |
| 19   | 아이스 에이지           | $3,217,251,681      | 5          | $643,450,336   | 아이스 에이지 3: 공룡 시대 ($886,686,817)        |
| 20   | 헝거 게임               | $2,968,191,442      | 4          | $742,047,861   | 캣칭 파이어 ($865,011,746)                       |
| 21   | 슈퍼맨                  | $2,554,837,548      | 9          | $283,870,839   | 배트맨 대 슈퍼맨: 저스티스의 시작 ($873,634,919) |
| 22   | 아이언맨                | $2,423,918,805      | 3          | $807,972,935   | 아이언맨 3 ($1,214,811,252)                      |
| 23   | 스타 트렉               | $2,266,723,196      | 13         | $174,363,323   | 스타 트렉 다크니스 ($467,381,584)                |
| 24   | 마다가스카              | $2,256,517,920      | 4          | $564,129,480   | 마다가스카 3: 이번엔 서커스다! ($746,921,274)    |
| 25   | 캡틴 아메리카           | $2,238,138,536      | 3          | $746,046,179   | 캡틴 아메리카: 시빌 워 ($1,153,304,495)          |

## 같이 보기
- 애니메이션 영화 매출 순위 목록
- 대한민국의 영화 흥행 기록
- 미국과 캐나다의 영화 흥행 기록
- 일본의 영화 흥행 기록

### 추가 출처
1. ↑  “All Time Worldwide Box Office”. 《박스 오피스 모조》. 2010년 11월 3일에 원본 문서에서 보존된 문서.
2. ↑  “Avengers: Endgame (2019)”. 《박스 오피스 모조》. 2023년 1월 7일에 원본 문서에서 보존된 문서. 2021년 3월 13일에 확인함.
3. 1 2 3 4 5  “All Time Worldwide Box Office”. 《박스 오피스 모조》. 2019년 10월 23일에 원본 문서에서 보존된 문서.
4. ↑  “Avatar: The Way of Water (2022)”. 《박스 오피스 모조》. 2023년 4월 29일에 확인함.
5. 1 2  “All Time Worldwide Box Office”. 《박스 오피스 모조》. 2001년 7월 16일에 원본 문서에서 보존된 문서.
6. ↑  “Star Wars: The Force Awakens (2015)”. 《박스 오피스 모조》. 2016년 8월 15일에 확인함.
7. ↑  “All Time Worldwide Box Office”. 《박스 오피스 모조》. 2016년 4월 5일에 원본 문서에서 보존된 문서.
8. ↑  “Avengers: Infinity War (2018지금 가는 중!qpw)”. 《박스 오피스 모조》. 2019년 1월 13일에 확인함.
9. 1 2 3 4  “All Time Worldwide Box Office”. 《박스 오피스 모조》. 2019년 4월 1일에 원본 문서에서 보존된 문서.
10. ↑  “Spider-Man: No Way Home (2021)”. 《박스 오피스 모조》. 2023년 1월 18일에 확인함. All Releases: $1,921,847,111; Original Release: $1,912,233,593
11. ↑  “All Time Worldwide Box Office”. 《박스 오피스 모조》. 2022년 7월 29일에 원본 문서에서 보존된 문서.
12. ↑  “Jurassic World (2015)”. 《박스 오피스 모조》. 2022년 3월 7일에 확인함.
13. 1 2  “All Time Worldwide Box Office”. 《박스 오피스 모조》. 2015년 11월 26일에 원본 문서에서 보존된 문서.
14. ↑  “The Lion King”. 《박스 오피스 모조》. 2020년 1월 8일에 확인함.
15. ↑  “The Avengers (2012)”. 2023년 1월 6일에 원본 문서에서 보존된 문서. 2023년 1월 18일에 확인함. 다음 글자 무시됨: ‘website박스 오피스 모조 ’ (도움말)
16. ↑  “All Time Worldwide Box Office”. 《박스 오피스 모조》. 2012년 10월 1일에 원본 문서에서 보존된 문서.
17. ↑  “Furious 7 (2015)”. 《박스 오피스 모조》. 2023년 1월 9일에 확인함.
18. 1 2  “All Time Worldwide Box Office”. 《박스 오피스 모조》. 2015년 6월 26일에 원본 문서에서 보존된 문서.
19. ↑  “Top Gun: Maverick (2022)”. 《박스 오피스 모조》. 2023년 3월 1일에 확인함.
20. ↑  “All Time Worldwide Box Office”. 《박스 오피스 모조》. 2022년 12월 29일에 원본 문서에서 보존된 문서.
21. ↑  “Frozen II”. 《박스 오피스 모조》. 2020년 3월 26일에 확인함.
22. 1 2 3  “Top Lifetime Grosses – Worldwide”. 《박스 오피스 모조》. 2020년 8월 1일에 원본 문서에서 보존된 문서.
23. ↑  “The Super Mario Bros. Movie (2023)”. 《더 넘버스》. 2023년 7월 11일에 확인함.
24. ↑  “Avengers: Age of Ultron (2015)”. 《박스 오피스 모조》. 2022년 12월 18일에 원본 문서에서 보존된 문서. 2022년 1월 8일에 확인함.
25. ↑  “Black Panther (2018)”. 《박스 오피스 모조》. 2020년 8월 30일에 원본 문서에서 보존된 문서. 2018년 10월 29일에 확인함.
26. ↑  “All Time Worldwide Box Office”. 《박스 오피스 모조》. 2018년 7월 1일에 원본 문서에서 보존된 문서.
27. 1 2  “All Time Worldwide Box Office”. 《박스 오피스 모조》. 2011년 10월 31일에 원본 문서에서 보존된 문서.
28. ↑  “Star Wars: The Last Jedi”. 《박스 오피스 모조》. 2018년 5월 21일에 확인함.
29. ↑  “All Time Worldwide Box Office”. 《박스 오피스 모조》. 2018년 4월 27일에 원본 문서에서 보존된 문서.
30. ↑  “Jurassic World: Fallen Kingdom (2018)”. 《박스 오피스 모조》. 2019년 1월 12일에 확인함.
31. ↑  “Frozen (2013)”. 《박스 오피스 모조》. 2023년 5월 30일에 확인함.
32. ↑  “Beauty and the Beast (2017)”. 《박스 오피스 모조》. 2017년 9월 5일에 확인함.
33. 1 2 3  “All Time Worldwide Box Office”. 《박스 오피스 모조》. 2017년 12월 11일에 원본 문서에서 보존된 문서.
34. ↑  “Incredibles 2 (2018)”. 《박스 오피스 모조》. 2019년 3월 25일에 확인함.
35. ↑  “The Fate of the Furious (2017)”. 《박스 오피스 모조》. 2017년 8월 22일에 원본 문서에서 보존된 문서.
36. ↑  “Iron Man 3 (2013)”. 《박스 오피스 모조》. 2013년 10월 28일에 확인함.
37. ↑  “All Time Worldwide Box Office”. 《박스 오피스 모조》. 2014년 2월 21일에 원본 문서에서 보존된 문서.
38. ↑  “Minions (2015)”. 《박스 오피스 모조》. 2023년 1월 18일에 확인함.
39. ↑  “Captain America: Civil War (2016)”. 《박스 오피스 모조》. 2023년 1월 6일에 원본 문서에서 보존된 문서. 2023년 1월 18일에 확인함.
40. 1 2  “All Time Worldwide Box Office”. 《박스 오피스 모조》. 2016년 8월 1일에 원본 문서에서 보존된 문서.
41. ↑  “Aquaman (2018)”. 《박스 오피스 모조》. 2023년 1월 18일에 확인함.
42. ↑  “All Time Worldwide Box Office”. 《박스 오피스 모조》. 2004년 6월 5일에 원본 문서에서 보존된 문서.
43. ↑  “Spider-Man: Far From Home”. 《박스 오피스 모조》. 2019년 11월 27일에 확인함.
44. ↑  “Captain Marvel (2019)”. 《박스 오피스 모조》. 2019년 7월 21일에 확인함.
45. ↑  “All Time Worldwide Box Office”. 《박스 오피스 모조》. 2019년 7월 23일에 원본 문서에서 보존된 문서.
46. ↑  “Transformers: Dark of the Moon (2011)”. 《박스 오피스 모조》. 2014년 1월 18일에 확인함.
47. ↑  “Skyfall (2012)”. 《박스 오피스 모조》. 2022년 10월 17일에 원본 문서에서 보존된 문서. 2023년 1월 18일에 확인함.
48. ↑  “All Time Worldwide Box Office”. 《박스 오피스 모조》. 2013년 3월 3일에 원본 문서에서 보존된 문서.
49. ↑  “Transformers: Age of Extinction”. 《박스 오피스 모조》. 2015년 5월 17일에 확인함.
50. ↑  “All Time Worldwide Box Office”. 《박스 오피스 모조》. 2014년 11월 2일에 원본 문서에서 보존된 문서.
51. ↑  “The Dark Knight Rises (2012)”. 《박스 오피스 모조》. 2022년 11월 4일에 확인함.
52. ↑  “All Time Worldwide Box Office”. 《박스 오피스 모조》. 2012년 12월 3일에 원본 문서에서 보존된 문서.
53. ↑  “Joker (2019)”. 《박스 오피스 모조》. 2022년 11월 30일에 확인함.
54. ↑  “Star Wars: Episode IX - The Rise of Skywalker”. 《박스 오피스 모조》. 2020년 3월 21일에 확인함.
55. ↑  “Toy Story 4”. 《박스 오피스 모조》. 2019년 12월 7일에 확인함.
56. 1 2  “All Time Worldwide Box Office”. 《박스 오피스 모조》. 2011년 7월 18일에 원본 문서에서 보존된 문서.
57. ↑  “All Time Worldwide Box Office”. 《박스 오피스 모조》. 2006년 12월 1일에 원본 문서에서 보존된 문서.
58. ↑  “Rogue One: A Star Wars Story (2016)”. 《박스 오피스 모조》. 2022년 9월 2일에 확인함.
59. ↑  “All Time Worldwide Box Office”. 《박스 오피스 모조》. 2017년 4월 19일에 원본 문서에서 보존된 문서.
60. ↑  “Aladdin (2019)”. 《박스 오피스 모조》. 2019년 11월 2일에 확인함.
61. ↑  “Pirates of the Caribbean: On Stranger Tides”. 《박스 오피스 모조》. 2011년 8월 22일에 확인함.
62. ↑  “Despicable Me 3 (2017)”. 《박스 오피스 모조》. 2023년 1월 18일에 확인함.
63. ↑  Krämer, Peter (1999). 〈Women First: Titanic, Action-Adventure Films, and Hollywood's Female Audience〉.   Sandler, Kevin S.; Studlar, Gaylyn. 《Titanic: Anatomy of a Blockbuster》. en:Rutgers University Press. 108–130쪽. ISBN 978-0-8135-2669-0. On page 130, the list has Jurassic Park at number one with $913 million, followed by The Lion King...
64. ↑  “Finding Dory (2016)”. 《박스 오피스 모조》. 2022년 9월 29일에 원본 문서에서 보존된 문서. 2023년 1월 18일에 확인함.
65. ↑  “All Time Worldwide Box Office”. 《박스 오피스 모조》. 2016년 12월 25일에 원본 문서에서 보존된 문서.
66. ↑  “Alice in Wonderland (2010)”. 《박스 오피스 모조》. 2023년 1월 18일에 확인함.
67. ↑  “All Time Worldwide Box Office”. 《박스 오피스 모조》. 2010년 7월 1일에 원본 문서에서 보존된 문서.
68. ↑  “Zootopia (2016)”. 《박스 오피스 모조》. 2017년 1월 7일에 확인함.
69. ↑  “The Hobbit: An Unexpected Journey (2012)”. 《박스 오피스 모조》. 2022년 12월 7일에 확인함.
70. ↑  “All Time Worldwide Box Office”. 《박스 오피스 모조》. 2013년 4월 2일에 원본 문서에서 보존된 문서.
71. ↑  “All Time Worldwide Box Office”. 《박스 오피스 모조》. 2003년 4월 2일에 원본 문서에서 보존된 문서.